# Elk Creek (Rogue River)
Der Elk Creek (Elk = Wapitihirsch) ist ein 29 km langer Nebenfluss des Rogue Rivers im Jackson County im US-Bundesstaat Oregon.
Der Fluss entspringt in einer Höhe von 1504 m in der Kaskadenkette. Er fließt in südwestlicher Richtung durch den Rogue River-Siskiyou National Forest und mündet acht Kilometer flussabwärts vom Lost Creek Lake und etwas oberhalb von Trail, Oregon. Elk Creek Dam ist ein nur teilweise fertiggestellter Staudamm zur Hochwasserkontrolle; er blockierte die Fischwanderung für mehr als 20 Jahre, bevor er 2008 teilweise abgerissen wurde, um den ursprünglichen Lauf des Flusses wiederherzustellen.

## Lauf
Auf den ersten acht oder neun Kilometern seines Laufes münden in den Elk Creek von links Brush Creek, dann von rechts Swanson Creek und Bitter Creek und Button Creek erneut von links. Von da an verläuft parallel zum Gewässer auf dem rechten Ufer die Elk Creek Road. Anschließend mündet von links Dodes Creek sowie von rechts Sugarpine, Jones, Shell und Flat Creek. An der Flussmeile 7 (11 km oberhalb der Mündung) befindet sich die Mündung des Middle Creeks und kurz unterhalb mündet ebenfalls von rechts der Alco Creek. Etwa fünf Kilometer oberhalb der Mündung des Elk Creek fließt der von rechts kommende West Branch Elk Creek mit dem Hauptstamm des Gewässers zusammen, kurz oberhalb des Elk Creek Dam. Unterhalb des Staudammes befindet sich auf dem rechten Ufer bei Flussmeile 1,3 ein Pegel des United States Geological Survey (USGS). Kurz unterhalb entleert sich der Berry Creek in den Elk Creek, der dann den Rogue Elk County Park am linken Ufer passiert und unter der Oregon State Route 62 hindurchführt, bevor er in den Rogue River fließt, 245 km oberhalb dessen Mündung in den Pazifischen Ozean.

## Damm
Der Elk Creek Dam ist ein Staudamm, der rund fünf Kilometer oberhalb der Mündung des Flusses in den Rogue River liegt. Er war einer von drei Staudämmen, die vom Kongress der Vereinigten Staaten 1982 zum Hochwasserschutz im Einzugsgebiet des Rogue Rivers genehmigt wurden. Die beiden anderen waren der Lost Creek Dam (der Damm wurde später in William L. Jess Dam geädert) am Rogue River selbst und der Applegate Dam am Applegate River. Als der Staudamm zu etwa einem Drittel fertiggestellt war, führten Gerichtsentscheidungen, die zum Schutz von Lachsen und anderen Wanderfischen angestrengt wurden, 1987 zur Einstellung des Baus. Von 1992 an wurden Fische, die den Damm passieren wollten, eingefangen, auf Lastwagen um den Damm herum transportiert und wieder freigelassen. Der Rechtsstreit und die politische Debatte dauerte mehr als zwanzig Jahre, und schließlich wurde ein Kompromiss geschlossen, der den Rückbau des Staudammes um etwa 15 Prozent vorsah. Der Rest sollte bestehen bleiben, sodass ein späterer Weiterbau möglich blieb. Das United States Army Corps of Engineers sprengte 2008 Teile des Staudamms und stellte den ursprünglichen Lauf des Flusses wieder her. Der Staudamm, der ursprünglich etwa 73 m hoch werden sollte, erreichte vor der Einstellung der Bautätigkeit eine Hohe von 24,5 m.